# Quartier gay

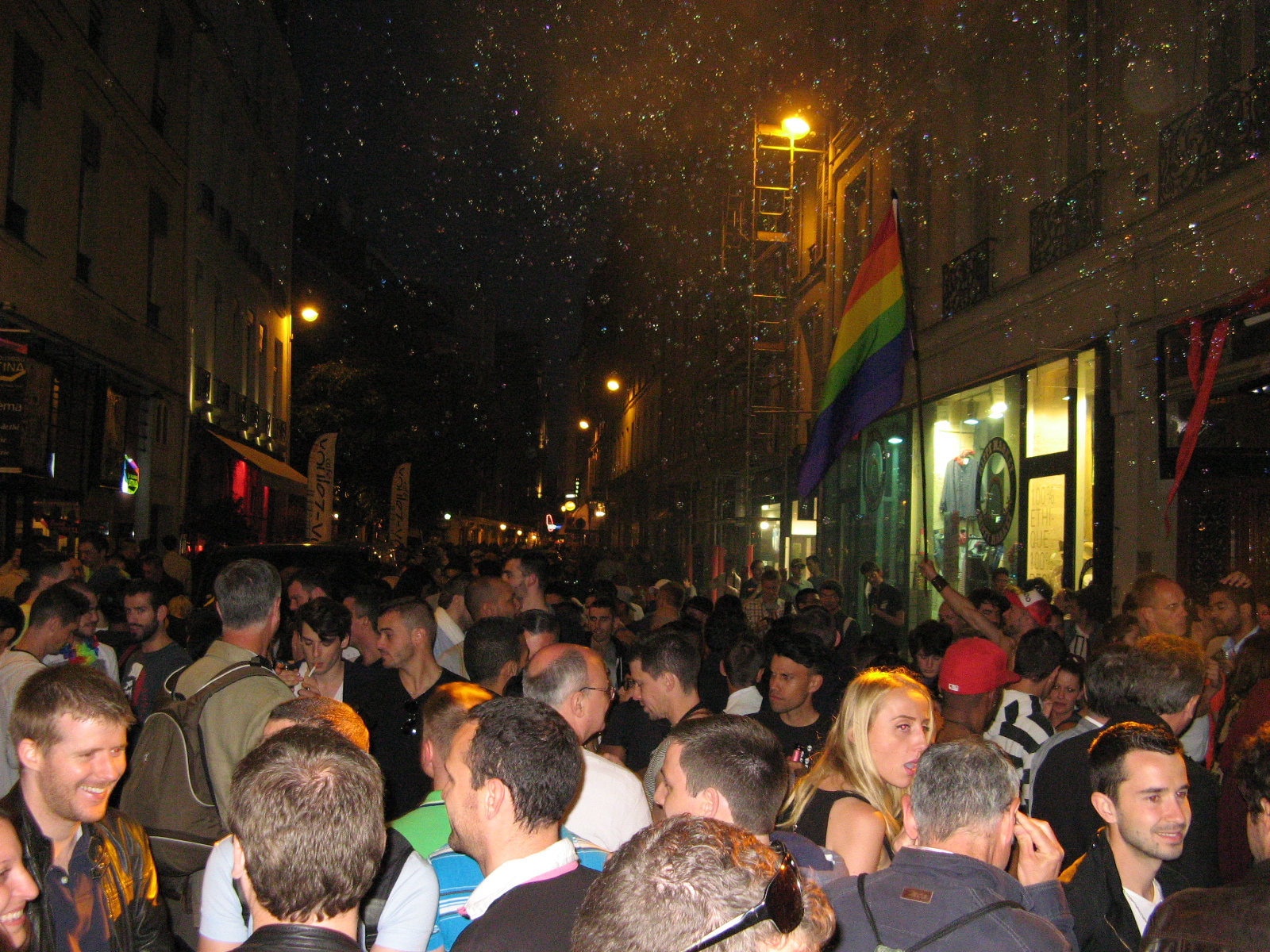
Le Marais, Paris.

Un quartier gay ou village gay (ou gai au Québec)  est un espace habité comportant une population lesbienne, gay, bisexuelle et transgenre (LGBT) significative ainsi que des établissements et services destinés principalement à cette population. En Amérique du Nord, l'usage favorise l'appellation village gay, tant en français qu'en anglais (gay village), qui peut désigner un quartier dans une région métropolitaine aussi bien qu'un centre de villégiature que fréquente la communauté gay. L'expression quartier rose est également utilisée pour désigner ces espaces.

## Fonctions

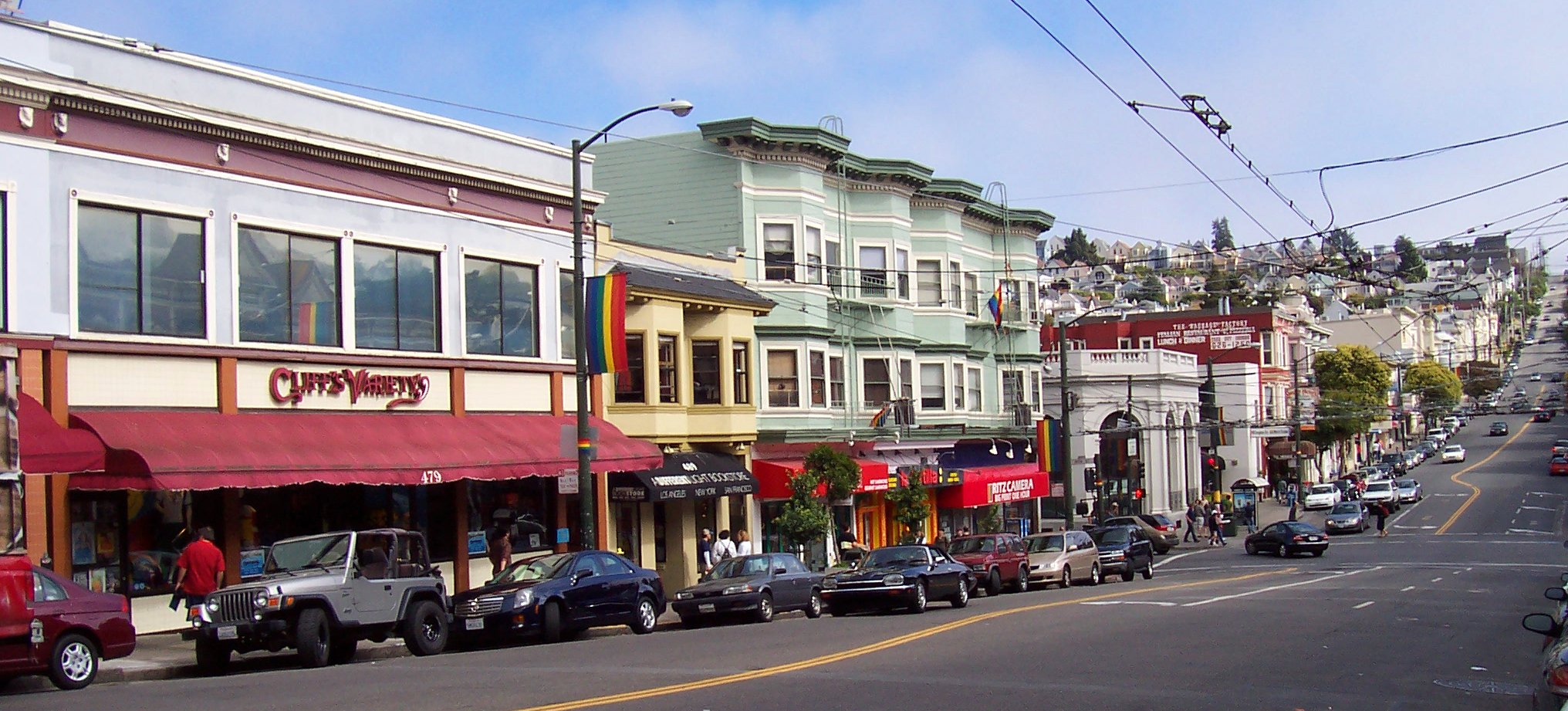
Boutiques sur Castro Street à San Francisco.

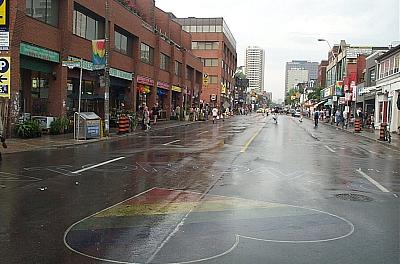
Church and Wellesley à Toronto.

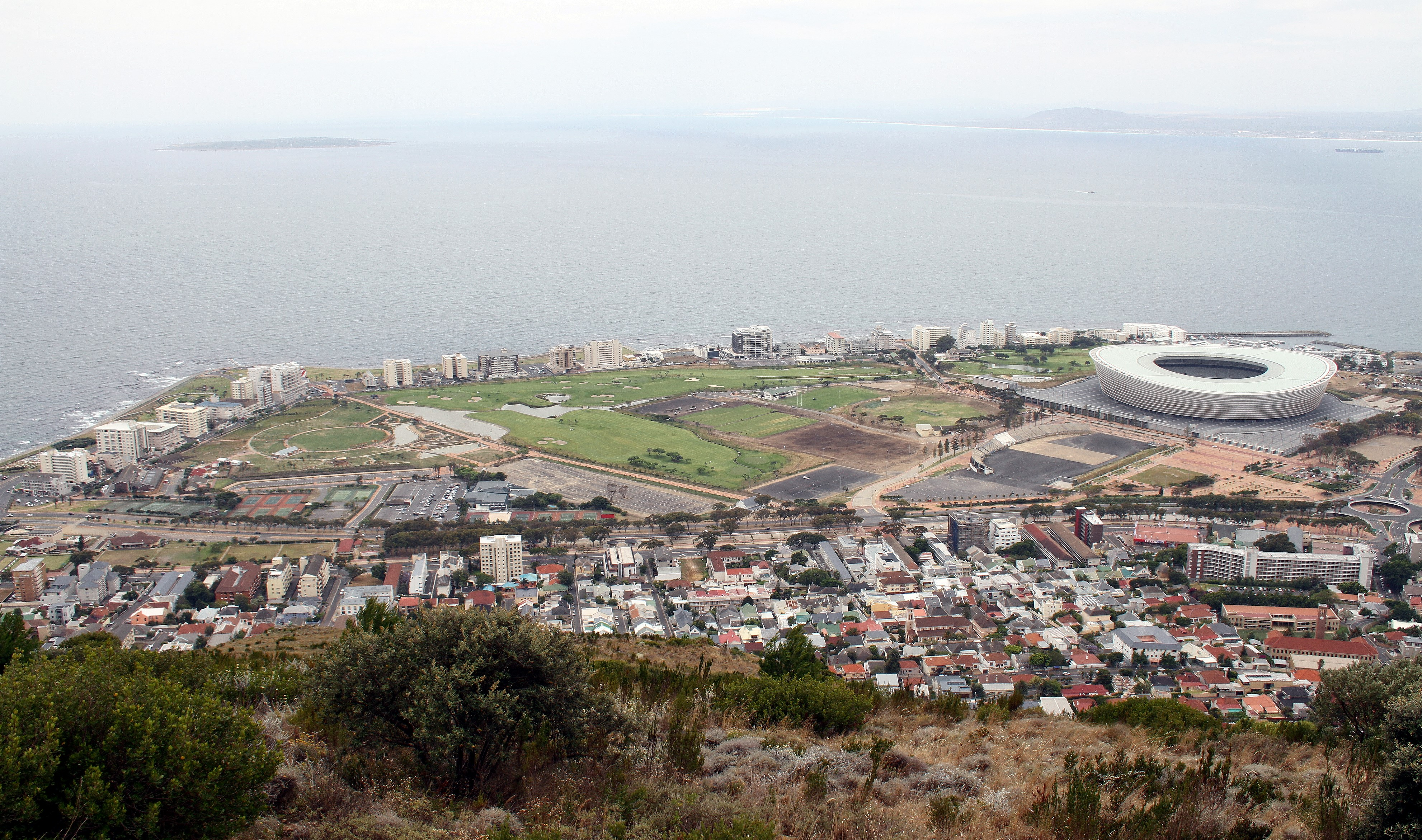
Green Point au Le Cap, Afrique du Sud.

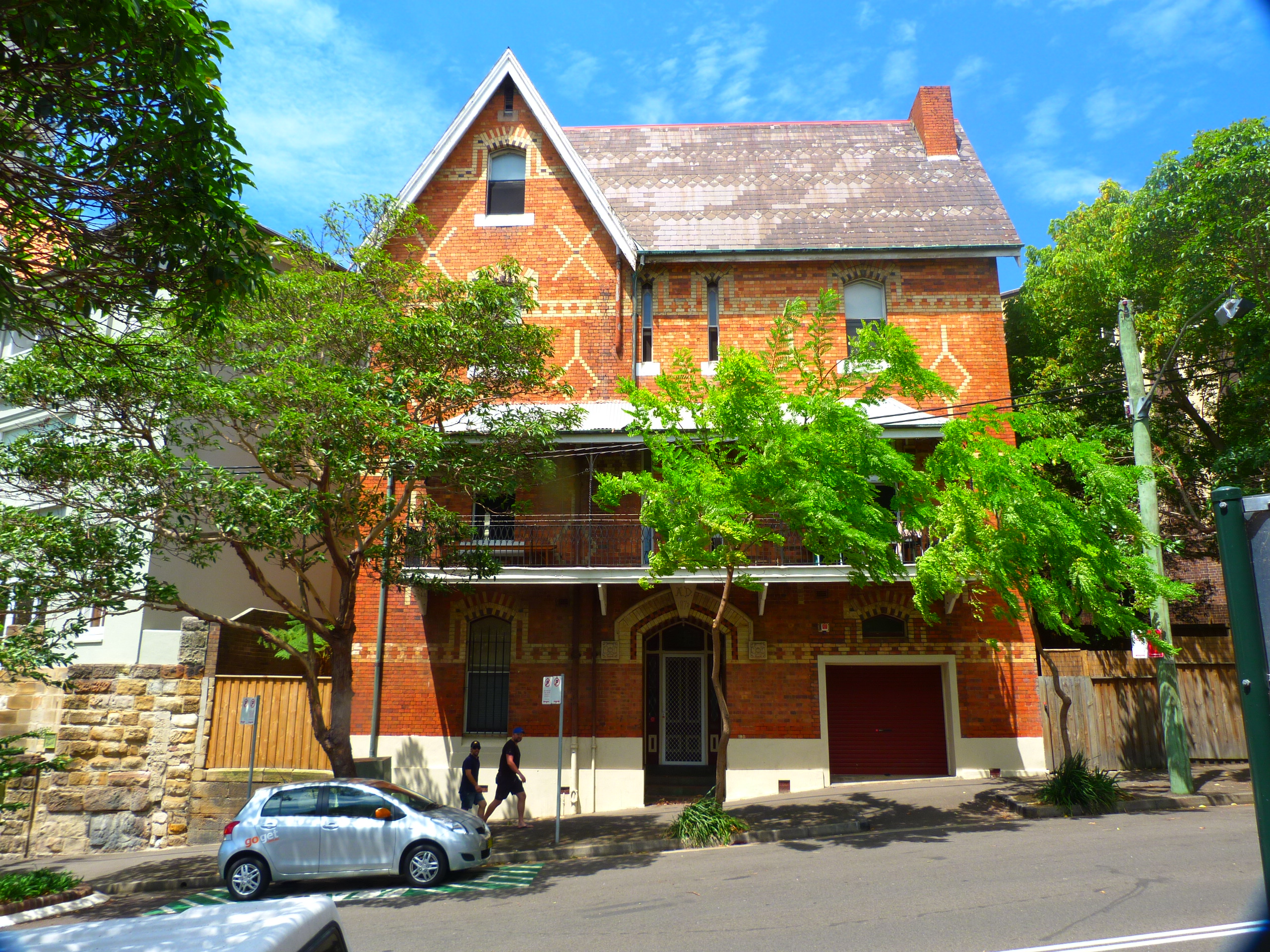
Architecture typique de Darlinghurst, Sydney.

Un quartier gay ou village gay remplit essentiellement une fonction d'espace de sociabilité pour les personnes lesbiennes, gays, bisexuelles et transgenres. Dans les années 1960 et 1970, la formation de quartiers fréquentés spécifiquement par la communauté gay constitue un moyen de socialiser loin du mépris et du rejet, sans crainte de se faire battre ou insulter. Elle représente donc un rempart à l'homophobie. Dans plusieurs cas, les gays, attirés par les dernières tendances artistiques et faisant partie d'une culture marginale, y trouvent un espace leur permettant de créer et d'innover. Les villages gays répondent à une multitude de besoins de la communauté gay, notamment en matière de sécurité, de socialisation, de services, de culture et d'économie.
Les personnes LGBT fréquentent cet espace à eux de même que divers lieux dans la ville. Ces autres lieux peuvent être qualifiés de mixtes, là où leur caractère homosexuel se veut estompé. Les quartiers gays ne sont parfois que le centre d’une zone plus étendue, un point visible, dans un ensemble urbain d’itinéraires ou de regroupements plus complexes. En particulier des parcours sexuels multiformes existent, ils sont souvent historiquement construits dans une logique de discrétion et d’évitement du contrôle social, laquelle diffère de la logique commerciale et sociale ancrée dans le territoire précis qu’est le quartier gay.
L'évolution d'un village gay est indissociable de l'ensemble des gens l'habitant et le fréquentant. Les quartiers gays sont en reconfiguration dans les pays occidentaux où l'homophobie est en baisse et où les personnes LGBT deviennent davantage acceptées. En raison du degré de tolérance de la société actuelle dans les pays occidentaux montre à l'égard de l'homosexualité et de la diffusion de la culture des LGBT dans l'ensemble de la population, les jeunes et les artistes LGBT des années 2010 préféreraient se mêler à leurs amis hétérosexuels et se diffuser dans l'ensemble de la ville, désertant les villages gays. Les LGBT plus jeunes ne ressentent pas le même besoin de s'appropier un espace déterminé pour afficher leur orientation sexuelle, celle-ci étant davantage acceptée à travers la ville. Pour certains, la fonction des villages gays se résumerait dorénavant à la consommation sexuelle et l'existence de quartiers gays ne serait ainsi plus justifiée. Pour les autres, les facteurs expliquant la formation des villages gays demeurent toujours pertinents et l'appel à la dilution de la communauté LGBT dans différents espaces de la ville participerait plutôt d'un phénomène homophobe privilégiant une tolérance en autant que les traits homosexuels demeurent masqués. La plupart s'entendent néanmoins pour dire que même dans les sociétés où les LGBT font l'objet d'une reconnaissance officielle, un village gay en milieu urbain demeure essentiel pour les gens en processus d'acceptation, qui ne sont pas acceptés dans leur milieu, y compris dans les régions, et important dans une métropole cosmopolite où la communauté LGBT, comme toute minorité, a droit d'avoir ses lieux de rassemblement particuliers. Si les quartiers gays changent, ils n'en demeurent pas moins : les centres de la vie gay d'une agglomération urbaine; les espaces où la culture queer peut se réaliser; des points d'agglomération de service spécialisé, d'association, de mobilisation, de visibilité, d'identité; des lieux où, au-delà de l'acceptation qui prévaudrait partout dans la région, il est plus aisé de manifester des gestes homosexuels intimes, comme se tenir la main ou s'embrasser; les seuls endroits où tout LGBT, quelle que soit sa situation personnelle, puisse se sentir à l'aise et en sécurité. Nonobstant les autres fonctions et les autres espaces, les villages gays constituent les seuls territoires de refuge.
Les villages gays peuvent répondre aux besoins de certains segments de la population LGBT alors que d'autres groupes de la communauté LGBT sont à la recherche d'activités qui se déroulent en dehors des quartiers gays. Par exemple, les jeunes des années 2010 pourraient être davantage attirés par les soirées et événements que par les sorties dans les bars,,.
D'une part, les changements de modes de rencontres et l'existence de « la multiplicité et la mixité des lieux fréquentés, moins rattachés à une identité homosexuelle », mais où les gays et lesbiennes peuvent vivre sans opprobre, constituent une condition nécessaire à l'atténuation du besoin d'espaces spécifiques aux LGBT. Cette normalisation, lorsqu'elle est très forte, peut mener à un phénomène, tel que désigné par certains, d'hétérosexualisation des jeunes gays. D'autre part, les caractéristiques physiques et sociodémographiques de ces quartiers peuvent être des facteurs, souvent contradictoires, amenant les personnes LGBT à habiter ou fréquenter d'autres secteurs, commerces ou activités de la ville. Ainsi, à l'instar des marches des fiertés, qui sont parfois accusées, au sein même de la communauté LGBT, de devenir des fêtes commerciales, certains quartiers gays sont critiqués pour leur embourgeoisement et la disparition de classes sociales défavorisées, l'accent étant mis sur le « tourisme rose » et sur la sécurisation de ces quartiers. Or, en même temps, des LGBT plus à l'aise et qui se considèrent branchés arguent que les villages gays « manquent de classe », qu'ils sont trop mixtes en termes de strates sociales (« melting-pot au Village, c'est un peu n'importe quoi ») alors que des plus vieux voudraient des villages plus radicalement gays.
Si les villages gays se caractérisent par leur agglomération de fonctions LGBT, les gays et lesbiennes créent des espaces pour se rencontrer en l'absence de quartier spécifique aux homosexuels, par exemple en développant une sociabilité dans les lieux de drague, que ce soit dans l'histoire précédant la reconnaissance de l'égalité des LGBT ou dans les milieux ruraux.

## Formes

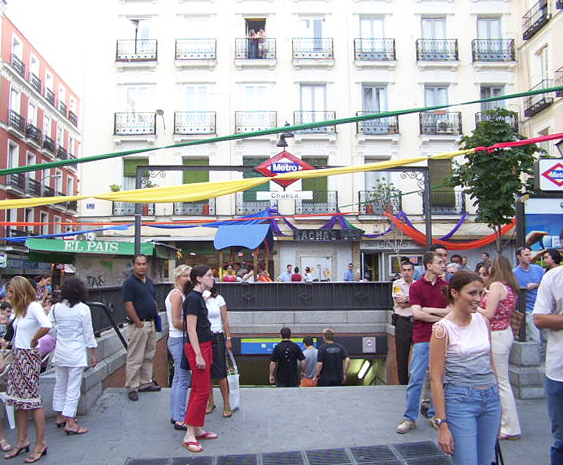
Chueca à Madrid.

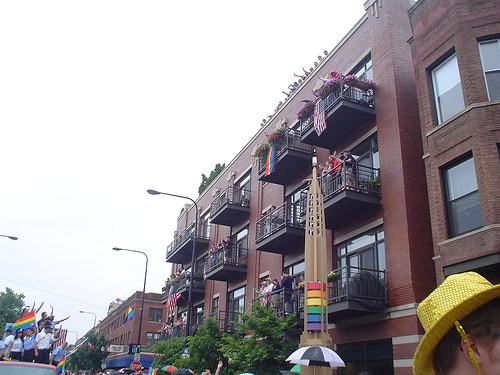
Boystown à Chicago, lors de la Gay Pride.

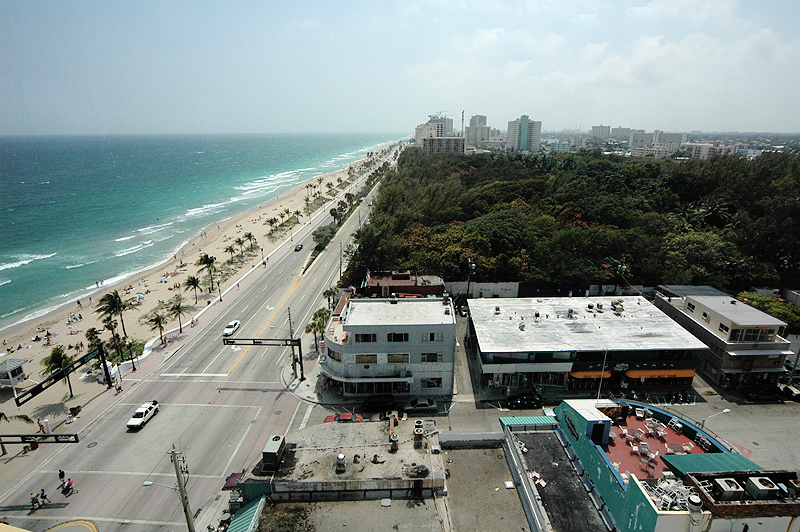
Fort Lauderdale Beach.

Suivant les fonctions que remplissent les villages gays et les évolutions contrastées des sociétés, d'une part, il peut y avoir des phénomènes concourants voire contradictoires entre des quartiers qui se forment et d'autres où ils se forment et, d'autre part, les formes spatiales sont plus ou moins différentes.
Les discriminations influent l’architecture et le fonctionnement des établissements de certains quartiers gays : bars sans devantures ou comportant des vitres opaques, partage temporel de l’espace public (ouvertures tardives, nocturnes). De fait, visibilité sociale et invisibilité individuelle façonnent l’espace,. Des lieux de drague sont parfois identifiés clairement dans certains pays.
Trois échelles géographiques sont proposées afin de définir la spatialité de la communauté LGBT : la ville ou agglomération urbaine, le quartier et la rue. Le degré de centralité spatiale de la vie LGBT peut différer selon l'indicateur. Par exemple, la concentration des bars gays, ou ce que certains dénotent comme l'homosexualité festive et commerciale, dans le quartier du Marais à Paris découle d'une logique d'agglomération. À l'opposé, la cartographie des aires de drague homosexuelle parisiennes, traduit plutôt un « réseau de lieux semi-clandestins en marge, et dans les marges, de la ville. ». L'espace homosexuel dans la ville se compose de trois modèles spatiaux complémentaires : le village gay, point de centralité et de permanence à vocation commerciale, de service, d'habitation, de visibilité et de rassemblement ; les espaces ggays et mixtes diffus dans les quartiers centraux de la ville ou en périphérie du village gay, soit comme lieu d'habitation soit dans une logique événementielle régulière; le réseau de points et d'axes de rencontre ou d'échange dans la ville, axée sur une sexualité fortuite. Le quartier gay urbain peut revêtir différents modèles complémentaires : la centralité, la spécialisation commerciale à visibilité différenciée, l'axe commerçant branché.
Dans certains pays, où la question gay est émergente, les activités et populations gays et lesbiennes tendent à se concentrer, formant des villages gays actuellement dans des villes comme Pékin, Shanghai, Singapour et Taipei. Dans des sociétés où l'homosexualité et les autres formes de sexualité se vivent de plus en plus ouvertement, même dans les milieux plus conservateurs, et où les référents sociaux rendent plus visibles des modèles LGBT positifs, les jeunes gays et lesbiennes se sentent chez eux partout dans la ville. Par ailleurs, les rencontres sont possibles non plus seulement en des lieux fréquentés par des gays ou des lesbiennes, mais également par le biais d'Internet. C'est une ville typiquement « post-gay », où s'exerce un éclatement des quartiers gays. New York, Amsterdam, Londres, Buenos Aires et Hong Kong seraient des villes post-gays.
Trois modèles d'urbanisation caractérisent les collectivités LGBT en Amérique du Nord. Un premier modèle prévaut dans les plus grandes villes et dans les communautés LGBT les plus anciennes. Il correspond le plus souvent à un quartier dense, central, généralement adjacent au centre-ville, clairement défini et identifiable, généralement connu de la population en général, où la communauté gay représente une partie incontournable de la population locale et où il est possible de vaquer à ses occupations quotidiennes par des déplacements à pied. Cette forme prévaut à New York, San Francisco, Los Angeles, Chicago, Toronto et Montréal. Le second modèle traduit une forme plus dispersée de la population et des établissements LGBT dans la ville, bien que certains pôles mineurs puissent se trouver dans un secteur particulier sans toutefois marquer l'identité du quartier comme dans le cas précédent ; ce cas s'observe dans les agglomérations de taille moyenne, où la communauté gay est de taille plus réduite et souvent de formation plus récente en raison des perceptions et attitudes de la population locale qui demeurent moins progressives que dans les grandes métropoles ; la vie quotidienne requiert également l'usage d'une automobile. Le troisième modèle est le village ou la petite ville de villégiature où la population est largement ou majoritairement gay et qui dessert spécifiquement une clientèle LGBT, généralement située à proximité d'une métropole où se trouve un village gay qui pourrait être qualifié d'urbain. Cette troisième forme inclut par exemple Provincetown près de Boston, Fire Island près de New York, Saugatuck et Douglas près de Chicago, la Russian River près de San Francisco, Palm Springs près de Los Angeles. Au Canada, en raison de la courte période estivale et de l'éloignement de la mer des grandes villes, la villégiature gay se vit dans les terrains de camping, par exemple autour de Montréal. La clientèle LGBT peut provenir d'un peu partout, par exemple en Floride. Certains cas sont particuliers, notamment Fort Lauderdale, laquelle combine les trois modèles.[réf. nécessaire]

## Processus
La formation des quartiers gays suppose généralement deux conditions. La première condition est la stigmatisation de la population homosexuelle par les pouvoirs publics ou par la société en général; la seconde est la présence d'un esprit de communautarisme. La seconde condition constitue bien souvent une réponse de la communauté LGBT en réaction à la première. Le processus de constitution initiale d'un village gay s'apparente à celui de la formation d'un quartier ethnique, c'est-à-dire dans un contexte de minorité. Cette similitude est relevée dans l'histoire du développement du quartier du Marais à Paris, comme quartier juif puis quartier homosexuel. Le cas du Marais permet d'identifier trois autres raisons amenant ou influençant la formation et le développement d'un quartier gay : une capacité ou possibilité commerciale liée à la présence d'une clientèle particulière constituée de la minorité, la présence d'une population ou d'un voisinage ouverte, souvent un milieu artistique; un phénomène de gentrification et, son corollaire, un quartier ouvrier préexistant. À ce dernier facteur s'ajoute un facteur souvent observé dans les quartiers gays à travers le monde, soit la fondation d'établissements et de populations LGBT dans des quartiers à proximité du centre-ville et où les logements sont généralement abordables.
Les quartiers gays deviennent avec le temps des lieux branchés et attractifs, faisant accroître les valeurs immobilières. L'embourgeoisement et la pression immobilière amènent une transformation du milieu bâti, de la composition socioéconomique de la population et de la composition commerciale dans plusieurs quartiers gays. Le Marais en est un exemple avec la multiplication de commerces de prêt-à-porter qui ne visent plus la clientèle juive traditionnelle ou gay. Ce processus de . Certains villages gays déclinent en termes de fréquentation LGBT; les établissements changent. Ces mutations peuvent être dues en partie aux processus standards d'évolution de l'offre dans tout quartier commercial, certains fermant en raison de la baisse de clientèle, de l'inadéquation du produit ou du service, de la concurrence, des hausses de loyers.
La localisation d'un quartier gay dans une ville varie dans le temps. Dans plusieurs cas, sur la longue période, certains anciens quartiers gay déclinent voire disparaissent alors que de nouveaux émergent.

## Histoire
Certains quartiers gays sont plus anciens, comme Berlin-Schöneberg, depuis les années 1920-1930. Dans les années 1970, la vie gay parisienne se concentre sur la rue Sainte-Anne. Les années 1980 et 1990 constituent la période d'appropriation d'un espace par la population LGBT pour en faire un lieu de liberté et de tolérance. Si plusieurs ont l'impression que l'essor des villages gays est en déclin en Occident, le phénomène demeure difficile à mesurer. À New York, Greenwich Village s'est formé comme village gay dans les années 1960 alors que Chelsea et East Village sont investis par les LGBT dans les années 1980, et Brooklyn plus récemment. À Paris, l'ancien quartier gay de la rue Sainte-Anne décline au début des années 1970 alors que le premier bar gay du Marais, s'implante sur la rue du Plâtre en 1979. À Montréal, la boutique Priape et la boîte de nuit Boîte en Haut s'établissent dans l'actuel Village gai en 1974-1975, dans un quartier alors en désuétude urbaine alors que le Village gay de l'Ouest décline pour des raisons sociales (arrestations nombreuses de gays en 1977) et économiques (prix des loyers commerciaux élevés au centre-ville).
À Paris, parmi les premiers lieux de nuit lesbiens créés depuis l'entre-deux-guerres, on compte : La vie parisienne fondé par Suzy Solidor en 1932 au no 12 rue Sainte-Anne, L'Heureuse Galère au no 32 de la même rue par Sidonie Baba ou encore Chez Jane Stick au no 70 rue de Ponthieu. On parle surtout à l'époque de « clubs féminins ». La première discothèque lesbienne de la ville est historiquement le Katmandou, en 1969, situé 21 rue du Vieux-Colombier. Dans les années 1970-1980, on compte plusieurs boîtes de nuit branchées prisées par la clientèle homosexuelle, comme Le Sept ou Le Palace. Dans les années 2000, on peut citer Le Queen ou Le Tango.
À Los Angeles, dans les années 1960, le Red Raven (à l'angle des avenues Melrose et La Brea) est un bar gay où l’on projette dans l'arrière-salle les films avant-gardistes de Bruce Conner et des films hollywoodiens des années 1930-1940 avec des personnages travestis.
En 1979, le journaliste Andrew Kopkind, militant radical de la cause homosexuelle, regrette l'abandon des luttes révolutionnaires du début des années 1970 au profit d'une intégration au consumérisme, matérialisée par ces quartiers gays : « À New York, les gays peuvent vivre dans des quartiers majoritairement gays, avec une infrastructure sociale et imprégnée d'aspects de la culture gay […]. Les gays peuvent travailler dans le commerce gay, pour satisfaire une clientèle gay […]. [Ils peuvent] manger dans des restaurants gays, faire leurs courses sur des avenues gays, des boutiques gays, danser dans des bars gays […], lire des magazines et des romans gays, avaler des pizzas et des burgers gays […]. En un sens, une forme d'oppression remplace l'autre ».

## Dans le monde
Afrique 

 Afrique du Sud

- Green Point, Le Cap (Cap-Occidental)
- Melville, (Gauteng)

 Amérique 

 Argentine : San Telmo, Buenos Aires

 Canada

- Davie Village, Vancouver ( Colombie-Britannique)
- Village gai, Ottawa ( Ontario)
- Church and Wellesley, Toronto (Ontario)
- Village gai, Montréal ( Québec)
- Quartier Saint-Jean-Baptiste, Québec ( Québec)

 Costa Rica : Central Valley, San José

 Colombie : Chapinero, Bogota

 États-Unis
- Palm Springs et Cathedral City ( Californie)
- Guerneville et la Russian River (Californie)
- Palm Springs (Californie)
- Hillcrest, San Diego (Californie)
- Le Castro, San Francisco (Californie)
- South of Market, San Francisco (Californie)
- St Leo (San José) (en), San José (Californie)
- West Hollywood (Californie)
- Dupont Circle,  Washington (DC)
- Fort Lauderdale et Wilton Manors ( Floride)
- Key West (Floride)
- South Beach, Miami Beach (Floride)
- Ybor City, Tampa (Floride)
- Midtown Atlanta (en), Atlanta ( Géorgie)
- Boystown et Andersonville, Chicago ( Illinois)
- Provincetown ( Massachusetts)
- South End, Boston (Massachusetts)
- Saugatuck (Michigan) et Douglas (Michigan) ( Michigan)
- Loring Park (en), Minneapolis ( Minnesota)
- Asbury Park, Lambertville, Maplewood, Montclair ( New Jersey)
- Chelsea, Greenwich Village et Hell's Kitchen, New York (New York)
- Fire Island et Cherry Grove (New York)
- The Short North, Columbus ( Ohio)
- Washington Square West (en), Philadelphie ( Pennsylvanie)
- Liberty Avenue, Pittsburgh (Pennsylvanie)
- Montrose, Houston ( Texas)
- Capitol Hill, Seattle ( Washington)

 Mexique : Zona rosa, Mexico
 Asie 

 Japon
- Hakata, Fukuoka
- Shinjuku ni-chōme, Tokyo
- Doyama (ja), Osaka
- Ueno, Tokyo
- Asakusa, Tokyo
- Sakae, Nagoya

 Europe 

 Allemagne
- Glockenbachviertel, Munich
- Schöneberg, Motzstraße (en) et Kulmer Straße, Berlin
- Lange Reihe, Hambourg

 Belgique : Rue du Marché au Charbon, Bruxelles

 Espagne
- Maspalomas et Playa del Inglés, San Bartolomé de Tirajana ( Îles Canaries)
- Gaixample, Barcelone ( Catalogne)
- Sitges,  Catalogne
- Chueca, Madrid
- Torremolinos,  Andalousie

 Finlande : Punavuori et Kallio, Helsinki

 France
- Vieux-Lille, Lille
- La Croix-Rousse et place des Terreaux / Opéra, Lyon
- Place du Marché-aux-Fleurs, Montpellier
- Quartier Bonaparte, place du Pin, Nice
- Le Marais et rue des Lombards, (anciennement Montmartre, rue Sainte-Anne[19], Montparnasse (1920-1930)[20]), Paris

 Grèce
- Gázi, Athènes
- Mykonos

 Italie
- Porta Venezia, Milan
- Via San Giovanni in Laterano, Rome
- Torre del Lago Puccini

 Pays-Bas : Reguliersdwaarsstraat, Amsterdam

 Portugal : Bairro Alto et Chiado, Lisbonne

 Royaume-Uni
- Birmingham Gay Village (en), Birmingham
- Kemptown, Brighton
- Hebden Bridge
- Stanley Street Quarter (en), Liverpool
- Soho, Londres
- Canal Street, Manchester

 Suède : Södermalm, Stockholm
 Océanie 

 Australie : Darlinghurst, Elizabeth Bay, Newtown et Potts Point, Sydney ( Nouvelle-Galles du Sud)

### Articles généraux
- Aldrich, Robert, 2004. « Homosexuality and the City: an historical overview », Urban Studies, 41(9), p. 1719-1737.
- Alessandrin Arnaud, « Amin Ghaziani, There goes the gayborhood? », Lectures [En ligne], http://journals.openedition.org/lectures/16008
- Bell, David and Jayne, Mark, 2004. City of quarters. urban villages in the contemporary city, Aldershot: Ashgate.
- Bell, David and Valentine, Gill, eds, 1995. Mapping desire: geographies of sexualities, London: Routledge.
- Blidon, Marianne, 2010, « Quartier gay et idéal républicain à la française, un débat mal posé », in David Risse (dir.), "Homosexualités et politique en Europe. Quelques cas : France, Belgique, Suisse, Pays-Bas et Espagne", Bulletin d'histoire politique, UQAM, vol. 18, no 2, p. 33-42.
- Blidon, Marianne, 2008, « Les commerces gays entre logique économique et logique communautaire », in Le choix de l'homosexualité, Perreau B. (dir.), Epel, Paris, 2007, p. 151-166.
- Castells, Manuel, 1983. The City and the Grassroots: A Cross-Cultural Theory of Urban Social Movements, Berkeley, Los Angeles: University of California Press.
- Escoffier, Jeffrey, 1998. American Homo: Community and Perversity, Berkeley, Los Angeles, Londres, University of California Press.
- Florida, Richard, 2002. The Rise of the Creative Class: And How It's Transforming Work, Leisure, Community and Everyday Life, New York: Perseus Books Group.
- Giraud Colin, 2014, Quartiers gays, Paris, Presses universitaires de France, Le lien social.
- Giraud, Colin, 2009. "Les commerces gays et le processus de gentrification", Métropoles, 5.
- Kenney, Moira Rachel, 1998. “Remember, Stonewall was a Riot: Understanding Gay and Lesbian Experience in the City”, Chapter 5, in Leoni Sandercock (ed). Making the Invisible Visible, Berkeley, Los Angeles, London: University of California Press, p. 120-132.
- Lauria, Mickey and Lawrence, Knopp, 1985. “Toward an Analysis of the Role of Gay Communities in the Urban Rennaisance”, Urban Geography, 6(2), p. 152-169.
- Leroy, Stéphane, 2009. « "La possibilité d'une ville. Comprendre les spatialités homosexuelles en milieu urbain" », Espaces et sociétés, 139, p. 159-174.
- Levine, Martin P., 1979. “Gay Ghetto”, in: Martin Levine (ed) Gay Men: The Sociology of Male Homosexuality, New York, Hagerstown, San Francisco, Londres, Harper & Row, p. 182-204
- Ray, Brian et Damaris, Rose, 2000. “Cities of the Everyday: Socio-Spatial Perspectives on Gender, Difference, and Diversity”, in Trudi Bunting and Pierre Filion (eds). Canadian Cities in Transition: The Twenty-First Century., 2e éd., Oxford: Oxford University Press, p. 507-512.

### Quartiers spécifiques
- Remiggi, Frank W., 2000. "Homosexualité et espace urbain : une analyse critique du cas de Montréal", Téoros, 19(2), p. 28-35.
- Forest, Benjamin, 1995. “West Hollywood as Symbol: The Significance of Place in the Construction of a Gay Identity”, Environment and Planning D: Society and Space, 13, p. 133-157.
- Deligne, Chloé, Gabiam, Koessan, Van Criekingen, Mathieu et Decroly, Jean-Michel, 2006. "Les territoires de l’homosexualité à Bruxelles : visibles et invisibles", Cahiers de géographie du Québec, 140, p. 135-150.